# Trentren Vilu y Caicai Vilu
Trentren-Vilu y Caicai-Vilu (en mapudungun: Trengtreng Filu, Kaykay Filu) son seres mitológicos serpientes de la mitología mapuche, aunque también son considerados propios de la mitología chilota.

## Descripción
Ambos son seres poderosos con forma de míticas serpientes (en mapudungun, vilu); Caicai-Vilu es la «serpiente marina» que tiene el poder para dominar el mar y todo lo relacionado con él y Tren-tren vilu es la «serpiente terrestre» que tiene poder para dominar la tierra, y sus volcanes.
La apariencia de Caicai-vilu sería la de un ser mitad culebra y mitad pez; y la apariencia de Trentren sería la de una serpiente gigante.  

### Leyenda

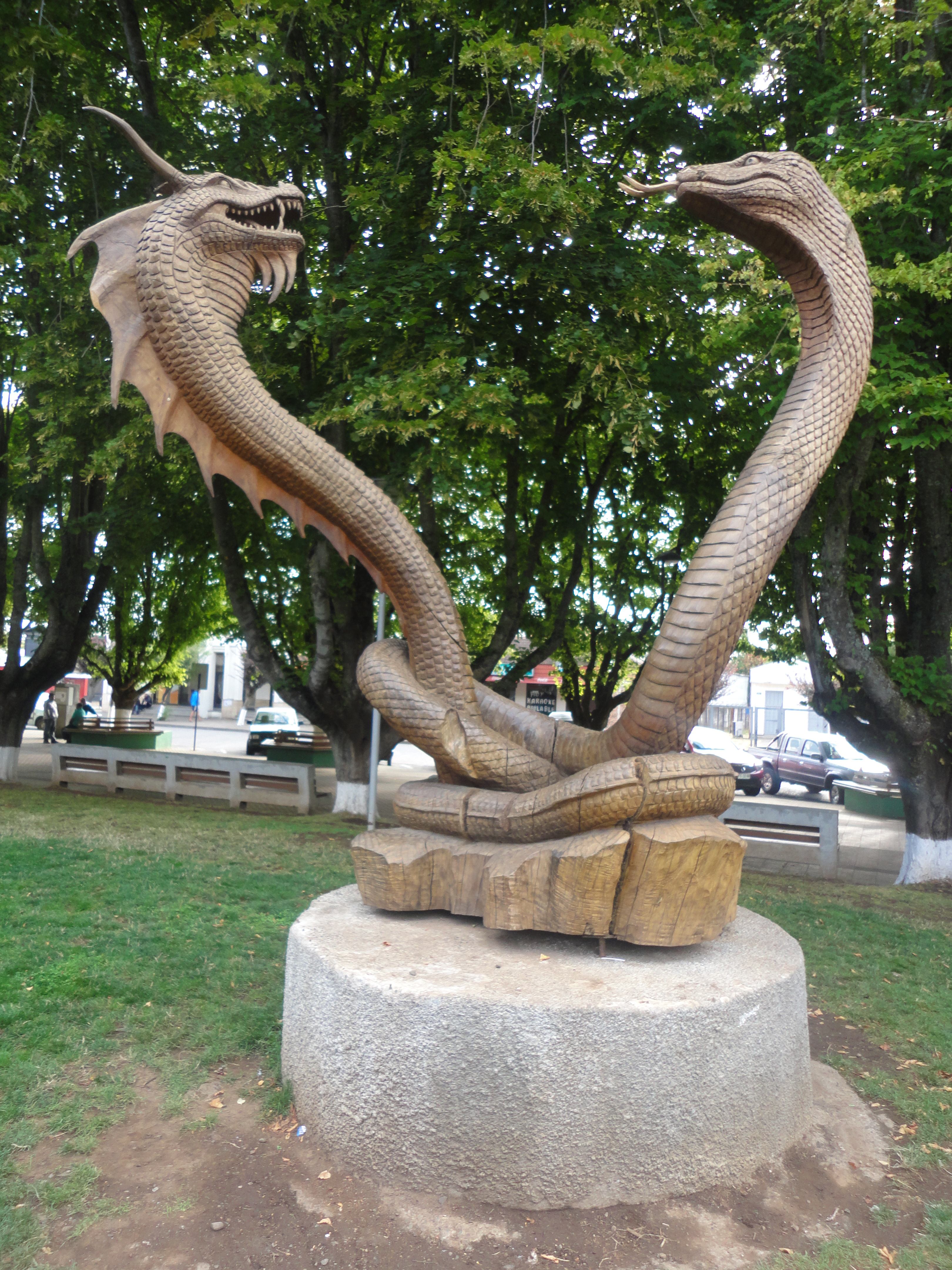
Escultura en madera de Trentren y Caicai Vilu en la plaza de armas de Nueva Imperial.

Según los mapuche, estas dos serpientes serían originalmente los hijos de los pillanes más poderosos, que como castigo habrían sido convertidos en estos seres. Así que el hijo de Peripillán fue convertido en una inmensa serpiente que sería Caicai y el hijo de Antu convertido en una inmensa serpiente que sería Trentren. Ambas serpientes serían adversarias, así como fueron adversarios Antu y Peripillán.  Caicai habría sido mandada a vivir en el mar para ayudar a cuidarlo junto a los Ngen-ko, y Trentren habría sido mandada a vivir en la tierra para ayudar a cuidar junto a los demás Ngen a la tierra, y para ayudar al ser humano; Siendo así como estas dos culebras son usadas como un instrumento a través del cual también se cumple la voluntad de los antiguos espíritus  mapuche. 
Se dice que cuando Caicai despertó de su gran sueño de varios años, a causa del desagradecimiento que tuvieron los hombres por todo lo dado por el mar; Caicai se enfureció y usó su cola en forma de pescado para golpear el agua. Con ello inició un gran cataclismo que empezó a inundar y crear un diluvio en todo el territorio; ya que tenía el deseo de castigar al ser humano y de incorporar toda la vida terrestre a sus dominios. Caicai ordenó a las aguas que inundaran los valles y cerros, y que llevasen a todos los habitantes al fondo del mar.
Al ver Trentren, que los habitantes y animales estaban desesperados y que los hombres la invocaron, y como por órdenes de su padre, ella era quien debía proveerles de sabiduría y protección; decidió ayudar a los seres humanos. Así ayudó a escapar a los habitantes y a los animales subiéndolos en su lomo y llevándolos a los cerros; y a los que quedaban atrapados por las aguas, los transformó en aves para que escaparan volando; a los que se ahogaban en peces y mamíferos marinos (siendo uno de ellos el origen del cahuelche), y a los ahogados en sumpall. Los seres humanos que quedaron inmóviles por el terror que sentían, se habrían transformado en mankial. Pero como el mar seguía subiendo de nivel, Trentren tuvo que ordenarles a los cerros que aumentaran de altura para contrarrestar el poder de Caicai. Enojada, Cai-cai empezó a luchar contra Trentren en una titánica batalla que duró mucho tiempo, hasta que ambas serpientes se cansaron, con lo cual Tren-tren venció parcialmente al no haberse inundado toda la tierra, sin embargo, las aguas no volvieron totalmente a su nivel antiguo; con lo que Chile obtuvo su actual geografía. 
Posteriormente, según la tradición chilota, Caicai se conformó con la porción de tierra obtenida que logró inundar, y delegó sus funciones referente al mar, al gran Millalobo.
Según la tradición mapuche, luego del cataclismo, todos siguieron su vida tranquila; hasta que un día fue Trentren quien posteriormente se encolerizó por la actitud que tenían los hombres, e hizo que todos los volcanes entraran en erupción y la población tuvo que mudarse a otros lugares más seguros. Desde ese momento, Trentren continúa manifestándose mediante  temblores, terremotos y erupciones volcánicas, mientras que Caicai causa los maremotos e inundaciones cuando se revuelve en medio de su sueño.

### Explicación de la geografía de Chile
La tradición dice que en la antigüedad el territorio insular de Chiloé habría sido una única franja de tierra plana unida completamente al territorio continental de Chile. 
Un día apareció una serpiente monstruosa, Caicai Vilu, e inundó las tierras bajas, valles y montañas, sumergiendo toda la flora y la fauna. Sin demora, Ten ten Vilu comenzó un enfrentamiento con su enemigo, elevando la tierra y protegiendo a sus habitantes del desastre. La batalla persistió un largo tiempo. Ten ten Vilu alcanzó una victoria costosa: ganó la batalla, pero fue incapaz de restaurar la tierra a su estado primitivo, dejándola en la forma desmembrada que todavía tiene hoy en día. Al final de las hostilidades, Caicai Vilu dejó como rey, representante y propietario de todos los mares, al Millalobo, que fue concebido durante la gran inundación, cuando una hermosa mujer fue salvada de ahogarse por un lobo marino..

### Relación con los cataclismos
En los alrededores de cada comunidad mapuche hay un cerro considerado Trengtreng, es decir, el lugar en que vivía la serpiente de la tierra y en el que se refugió la vida terrestre durante el cataclismo.

### Mitos similares y variaciones

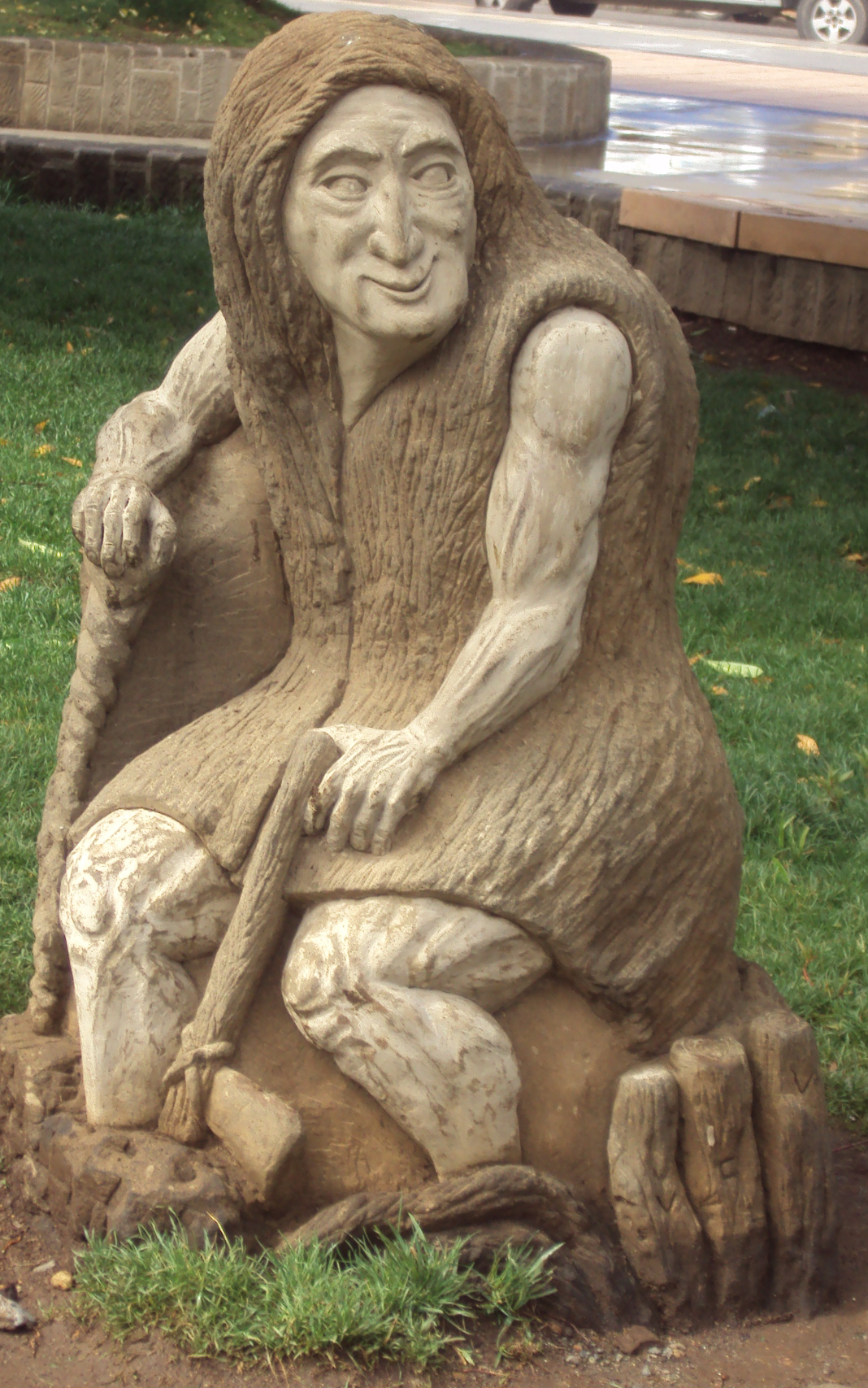
Representación del Trauco, en la Plaza de Ancud, Chiloé.

Una variante del mito cuenta que la ira de Caicai contra los seres humanos comenzó porque una muchacha rechazó a su hijo, el Trauco.
Algunas comunidades huilliches de Chiloé, dicen que la batalla se habría originado producto de que una hija del Trauco rechazó al pillán Peripillán, y por este motivo su hijo habría decidido tomar venganza.
Versiones posteriores del mito suelen también describir a las serpientes Trentren Vilu y Caicai Vilu como espíritus femeninos.
En Argentina existen otras versiones posteriores del mito, las cuales cambian a los padres originales de ambas serpientes míticas, indicando que serían hermanos o hijos de los dioses Nguenechèn (Ngenechén) y Kushe (Kuyén Kushe).

## Tenten Vilu y Caicai Vilu en el arte
El mito de Tentén y Caicai Vilú ha sido representado en diversas ocasiones en manifestaciones artísticas chilenas. En el ámbito musical se cuentan:
- «Caicaivilú» (1972), canción de Víctor Jara.
- «Chaos and Fury» (2003), canción de Six Magics.
- «Chiloé, The Creation» (2003), canción de Six Magics.
- «Sólo nos salva Tentén» (2011), canción de Chilhué.

En el ámbito literario, Miguel Serrano reinterpreta el mito de las serpientes en su obra «Ni por mar ni por tierra» (1950), asociándolas a un cataclismo primordial de la especie humana, donde el archipiélago de Chiloé subsistiría como un elemento residual del continente perdido de Lemuria.

## Interpretaciones geológicas y meteorológicas en estudios recientes
Este mito ha sido interpretado geológicamente como un relato vinculado tanto al volcanismo de la Zona Volcánica Sur, destacando su relación con las erupciones, los lahares, las remociones en masa y los desbordes de lagos y ríos en zonas cordilleranas, así como con los alzamientos y subsidencias tectónicas en la costa tras grandes terremotos. En Chile y en Argentina, 36 topónimos tienen por nombre a Trentren, a Caicai o variantes de estos nombres. Ciertas versiones de este mito en torno a Caicai, también tendrían una componente atmosférica, particularmente con los tornados y trombas marinas que han ocurrido en la zona centro-sur de Chile